# Heckler & Koch HK45
Heckler & Koch HK45 (англ. Heckler & Koch HK45) (також відомий як MK 24 MOD 0) — самозарядний пістолет під набій .45 ACP, що перебуває на озброєнні деяких підрозділів та формувань Збройних сил США, Австралії, Малайзії та Сінгапуру.

## Зміст
HK45 був розроблений відповідно до вимог американської програми «Єдиний бойовий пістолет ЗС США» (англ. U.S. Military Joint Combat Pistol), яка визначала за мету переозброїти армію США напівавтоматичним пістолетом під набій .45 ACP замість 9-мм пістолета M9. Компанія Heckler & Koch розробила HK45 за допомогою відставного оператора SFOD-D Ларрі Вікерса (англ. Larry Vickers) та інструктора з вогневої підготовки Кена Хакаторна (англ. Ken Hackathorn). У 2006 році програма створення єдиного бойового пістолета була призупинена, а згодом і зовсім скасована через вартість переозброєння всіх збройних сил США. Пістолет M9 залишався стандартним пістолетом для американських військових до прийняття на озброєння армії США пістолета SIG Sauer P320 у січні 2017 року. Попри тому, що програма Joint Combat Pistol була закрита, компанія HK вирішила зробити HK45 доступним на комерційному ринку, а також для правоохоронних органів та військових формувань.
HK45 являє собою еволюційний прогрес USP Compact під набій .45 ACP і має спільні принципи роботи та багато внутрішніх частин цієї зброї. Докладено значних зусиль, щоб зробити його більш ергономічним, ніж HK USP Compact. Інновації включають повнорозмірну рукоятку, яка усуває потребу в «слоновій лапці» старішої зброї на магазині на 10 патронів, двостороннє розблокування затвора, більш ергономічну рукоятку з пазами для пальців і змінні ремені, щоб підходити до рук різного розміру. HK45 використовує ті самі магазини, що й USP Compact під набій .45 ACP, але з іншими накладками. Усі магазини HK45 працюватимуть без модифікацій у USP Compact під набій .45 ACP, але магазини останнього вимагатимуть нових пластин для роботи в HK45. Подальші вдосконалення включають зубці на передній частині затвора, стандартну рейку Пікатінні для кріплення аксесуарів та ущільнювальне кільце ствола для більш надійної фіксації затвора та ствола, як на моделях Heckler & Koch вищого класу, таких як повнорозмірний USP Match, Expert і Elite, Mark 23 і SFP9/VP9 Match OR.
У 2011 році Командування військово-морських спеціальних операцій ВМС США прийняло на озброєння варіант HK45 Compact Tactical під позначенням MK 24 MOD 0.

## Варіанти
- HK45 Compact (HK45C)
- HK45 Tactical (HK45T)
- HK45 Compact Tactical (HK45CT)